# Serixia affinis
Serixia affinis är en skalbaggsart som beskrevs av Aurivillius 1927. Serixia affinis ingår i släktet Serixia och familjen långhorningar.
Artens utbredningsområde är Filippinerna. Inga underarter finns listade i Catalogue of Life.